# Jacob y sus doce hijos (Zurbarán)
Jacob y sus doce hijos es el tema de una serie pictórica de trece lienzos, obra de Francisco de Zurbarán, que componen las referencias 167 hasta la 179 inclusive, en el catálogo razonado y crítico, realizado por Odile Delenda, historiadora del arte especializada en este pintor. Se desconoce su procedencia originaria, el comitente, y de que forma llegó este conjunto a Inglaterra.

## Introducción
Jacob tuvo seis hijos varones con Lea: (Rubén, Simeón, Leví, Judá, Isacar y Zabulón), dos con Raquel: (José y Benjamín), dos con Zilpá: (Gad y Aser) y dos con Balah: (Dan y Neftalí). Estos doce patriarcas fueron el origen de las doce tribus de Israel.
Aunque está basada en fuentes bíblicas explícitas: Gn 49,1-27 y Dt 33, 4-29, la iconografía de Jacob y sus hijos es muy poco tratada en la pintura europea y, tratada como serie pictórica, es una verdadera rareza. Seguramente, el presente conjunto fue encargado para el mercado colonial, donde actualmente existen dos copias mediocres de este conjunto: una en posesión de la Tercera Orden de San Francisco en Lima, y otra en la Benemérita Universidad Autónoma de Puebla, así como también algunas series pictóricas de otras temáticas.

## Análisis del conjunto

### Datos técnicos y registrales

#### Lienzos:Jacob,Rubén,Simeón,Leví,Judá,Zabulón,Isacar,Dan,Gad,Aser,NeftalíyJosé
- Actualmente en Durham, Castillo de Auckland;
- Fecha de realización: ca. 1640-1645;
- Pintura al óleo sobre lienzo, 198 x 102 cm;
- En la parte inferior derecha o izquierda de cada obra está pintado —sobre un bloque pétreo— el nombre del personaje en mayúsculas y una cifra en numeración romana. En el lienzo de Jacob falta dicha cifra;[5]
- Catalogados por O.Delenda con las referencias 167 a 178 inclusive, y por Tizina Frati con los números 536 a 547 inclusive.[6]

#### Lienzo:Benjamín
- Actualmente en Bourne (Lincolnshire), Grimsthorpe Castle;
- Fecha de realización: ca. 1640-1645;
- Pintura al óleo sobre lienzo, 200 x 104 cm;
- En la parte inferior derecha está pintado —sobre un bloque pétreo— el nombre del personaje en mayúsculas y la cifra XII;[7]
- Catalogado por O.Delenda con la referencia 179, y por Tizina Frati con la 548.[8]

### Descripción del conjunto
Aunque realizado con amplia colaboración de su taller, este conjunto es una creación muy sugestiva. Está concebido de forma parecida a sus series de miembros de órdenes religiosas o al conjunto de Los infantes de Lara. Se trata de figuras monumentales, algo mayores que el tamaño natural, situadas en primer término, ocupando la mayor parte de la composición. Algunos detalles parecen sacados de un apócrifo del Antiguo Testamento: el Testamento de los Doce Patriarcas. A pesar de que las trece obras son de calidad desigual, las posturas de los personajes son todas diferentes. Asimismo, cabe destacar la extraordinaria variedad de los atavíos y de los tocados, algunos humildes y otros riquísimos, pero todos muy sugestivos. En todos ellos el paisaje está pintado con la línea del horizonte muy baja, un detalle propio del taller de Zurbarán en la década de 1640-1650. Los bloques de piedra con el nombre del personaje y una cifra probablemente aludan al pasaje bíblico de libro de Josué 4, 1-8.

## Galería de imágenes
|       |
| Jacob |

|       |
| Rubén |

|        |
| Simeon |

|      |
| Leví |

|      |
| Judá |

|     |
| Dan |

|         |
| Neftalí |

|     |
| Gad |

|      |
| Aser |

|        |
| Isacar |

|         |
| Zabulón |

|      |
| José |

|          |
| Benjamín |

## Procedencia

#### Lienzos:Jacob,Rubén,Simeón,Leví,Judá,Zabulón,Isacar,Dan,Gad,Aser,NeftalíyJosé
1. Colección sir Chapman (1677-1748);
2. Venta sin fecha (ca 1726-1727), n.os 41-52;
3. Londres, colección James Mendez;
4. Londres, venta póstuma por Langford, 25-26 de febrero de 1756, n.os 21-32;
5. Comprados por Richard Trevor, obispo de Durham para el comedor del Castillo de Auckland, residencia de los obispos de Durham;
6. Actualmente pertenecen a The Lord Bishop of Durham and The Church Commissioners for England, Auckland Castle (Condado de Durham).[11]

#### Lienzo:Benjamín
1. Colección sir Chapman (1677-1748),
2. Venta sin fecha (ca 1726-1727), n° 53;
3. Londres, colección James Mendez;
4. Londres, venta póstuma por Langford, 25-26 de febrero de1756, n° 33;
5. Comprado por Mr. Raymond (¿Jones Raymond?);
6. Comprado por Peter Burrel, Lord Gwydyr casado con la baronesa Willoughby de Eresby;
7. Citado el 1 de enero de 1812 en Grimsthorpe Castle, Bourne (Lincolnshire);
8. Bourne, Grimsthorpe Castle, Earl of Ancaster;;
9. Actualmente pertenece a Grimsthorpe and Drummond Castle Trust, Grimsthorpe Castle.[12]